# إيك ديفيس (لاعب كرة قاعدة)
إيك ديفيس (بالإنجليزية: Ike Davis)‏ هو لاعب كرة قاعدة أمريكي، ولد في 14 يونيو 1895 في بويبلو في الولايات المتحدة، وتوفي في 2 أبريل 1984 في توسان في الولايات المتحدة.

## وصلات خارجية
- إيك ديفيس (لاعب كرة قاعدة) على موقعبيزبول رفرنس.كوم (الدوري الرئيسي) (الإنجليزية)
- إيك ديفيس (لاعب كرة قاعدة) على موقعبيزبول رفرنس.كوم (الدوري الثانوي) (الإنجليزية)